# Graveyard Keeper
Graveyard Keeper (укр. Доглядач цвинтаря) — відеогра в жанрі симулятора управління на тему цвинтаря, розроблена незалежною російською інді-студією Lazy Bear Games та видана tinyBuild. Альфа-версія гри була випущена для Microsoft Windows у травні 2018 року, а потім того ж року відбувся реліз для Windows та Xbox One. Версії для Nintendo Switch та PlayStation 4 були випущені 27 червня 2019 року. В Японії гра вийшла 6 лютого 2020 року.

## Ігровий процес
Graveyard Keeper — це симулятор управління кладовищем, натхненний Stardew Valley і заснований на Harvest Moon. На початку гри гравець стає володарем ділянки землі, що охоплює невеликий цвинтар, що колись належав його попереднику, недалеко від невеликого містечка. Цвинтар спочатку завалений валунами, деревами, пнями та бур'янами, гравець має розчистити його, щоб відновити роботу, доглядаючи могили й навіть церкву, щоб отримувати дохід і приносити пожертвування до церковної скарбниці. Ваша кінцева мета — допомогти головному героєві відкрити портал у свій рідний світ. Для цього вам потрібна інформація та допомога різних NPC, яким ви намагатиметеся догодити, або виконувати їх квести. Такі квести зазвичай включають певні елементи ігрового процесу, наприклад, принести їм будь-які ремісничі або колекційні предмети, такі як масло, мед і так далі. Протягом гри поступово відкриваються нові ігрові елементи та області, у міру того, як ви відкриваєте нові технології. Дерево умінь в цій грі називається «Дерево технологій», ви відкриваєте нові технології, щоб просунутися в грі. Після ранньої гри в Graveyard Keeper необхідно мати три різні типи очок досвіду: Червоне, Синє та Зелене, щоб розблокувати більшість технологій. Крім догляду за могилами та очищення навколишнього середовища, у грі є фермерство, ковальська справа, елементарний бій, багаторівневе підземелля, риболовля та широка система ремесел.

## Історія
Гравець бере на себе роль людини, збитої машиною, і, прийшовши до тями, виявляє себе в незнайомому світі із середньовічною фентезійною атмосферою, де йому доручено піклуватися про місцевий цвинтар і церкву. Вирішивши повернутися додому та возз'єднатися зі своєю коханою, доглядач цвинтаря спілкується з місцевими жителями, допомагаючи розв'язувати їхні проблеми. Зрештою доглядач дізнається про портал, за допомогою якого можна повернутися додому, але щоб він заробив, потрібні особливі магічні предмети, якими володіють деякі з найвпливовіших персонажів села. Завоювавши їхню довіру та отримавши предмети, головний герой прощається з друзями, але замість того, щоб повернути його додому, портал повертає до нього кохану. У додатковому DLC з'ясовується, що він не може повернутися додому, тому що він (як і його попередники) виконує священне завдання посередника між жителями села та потойбічним світом. Стало відомо, що Стародавній Бог привів його сюди й розділив на дві частини: його агресивну сторону відправили до Міста, а його співчутливій стороні стерли пам'ять про те, що з ним нещодавно сталося, і призначили новим доглядачем кладовища у селі (саме тому він не може увійти в Місто і вмирає за кожної спроби).

## DLC

### Breaking Dead
DLC для Graveyard Keeper, Breaking Dead (укр. Пуститися смерті), було анонсовано у 2018 році безкоштовно для власників базової гри. У морг додається стіл воскресіння, і ви можете воскрешати трупи та змушувати їх працювати над будь-якою з безлічі поточних завдань, які підживлюють ваше підприємство: від збирання каменю та дерева до створення предметів та написання книг, а також догляду за садом та доставки товарів на ринок. За наявності достатньої кількості зомбі досить високої якості можна автоматизувати весь ланцюжок постачання, залишивши вас зосередитися на проходженні основної сюжетної лінії.

### Stranger Sins
Друге платне DLC під назвою Stranger Sins (укр. Дивні гріхи) було випущено 28 жовтня 2019 року (якраз до Гелловіну), яке заглиблюється в історію гри та її персонажів. У ньому з'явилася нова таверна, якою можна керувати, виробляючи та продаючи їжу та напої у великих кількостях за відмінними цінами, і зовсім новий ланцюжок квестів, який додає особистості багатьом з раніше мовчазних жителів села. Також додається нова кінцівка для завершення основної гри після завершення квестів DLC.

### Game of Crone
Третє платне DLC під назвою Game of Crone (укр. Гра Крон) було випущено 27 жовтня 2020 року з додатковим сюжетним контентом. У ньому розповідається про табір біженців від інквізиції, який гравець має допомогти розвинути, розслідуючи таємницю вампіра, який тероризує мешканців села. Також у додатку є побічний квест за участю осла, який приносить трупи та просить гравця допомогти йому у реалізації плану створення комуністичної революції.